# Culicoides changbaiensis
Culicoides changbaiensis är en tvåvingeart som beskrevs av Qu och Ye 1995. Culicoides changbaiensis ingår i släktet Culicoides och familjen svidknott.
Artens utbredningsområde är Jilin (Kina). Inga underarter finns listade i Catalogue of Life.